# Exec (systémové volání)
exec() je v informatice speciální systémové volání poskytované unixovým jádrem operačního systému. Jeho vyvoláním je kód běžícího procesu kompletně nahrazen programem, který je předán jako parametr. Zachováno zůstane PID a prostředí procesu (otevřené soubory, PCB apod.), avšak před jeho voláním je pro otevřené soubory nutné vyprázdnit buffery a cache.
Volání exec() je typicky využíváno po volání fork() při vytváření nových procesů.

## Prototypy knihovních funkcí
Prototypy knihovních funkcí jsou dle standardu POSIX deklarovány v hlavičkovém souboru unistd.h a pro DOS, OS/2 a Microsoft Windows v souborech process.h.
int execl(char const *path, char const *arg0, ...);
int execle(char const *path, char const *arg0, ..., char const * const *envp);
int execlp(char const *path, char const *arg0, ...);
int execv(char const *path, char const * const * argv);
int execve(char const *path, char const * const *argv, char const * const *envp);
int execvp(char const *path, char const * const *argv);